# Miskovits Cyrinus
Miskovits Cyrinus OFM (Cyrinus Miškovič) (Nahács, 1711 – Nagyszombat, 1763. február 12.) ferences rendi szerzetes.

## Életútja
Bölcseleti tanulmányai elvégzése után 1732-ben lépett a rendbe; 1735-ben miséspappá szenteltetett fel. A teológiát Szentgyörgyi Raymund és Steinsiess Antal lektoroktól tanulta. Budán a bölcseletet a rendtagoknak három évig tanította; 1746-tól pedig a kánonjog lektora volt. 1750-ben tanszékétől megvált és tót hitszónok lett.

## Műve
- Novum Florilegium selectissimarum precum, quod honorI aC VeneratIonI DeI Veri VnIVs In sVbstantIa et essentIa, trInI In personIs saCratVM. In Conventu Budensi… dum e spinis logico scotisticis extricarentur… adorandum auditoribus obtulerunt Rel. FF. Maurus Menyhért et Theodosius Gartner, assistente Rel. P. F. Cyrino Miskovits, Budae, (1743.).